# Lycochoriolaus xantho
Lycochoriolaus xantho är en skalbaggsart som först beskrevs av Bates 1885.  Lycochoriolaus xantho ingår i släktet Lycochoriolaus och familjen långhorningar. Inga underarter finns listade i Catalogue of Life.